# Family Table Tennis
Family Table Tennis (Okiraku Ping Pong Wii no Japão) é um jogo de video game desenvolvido pela Arc System Works para o Wii. Lançado como WiiWare, custando 500 Wii Points.

## Jogando
Family Table Tennis é um simulador simplificado de ping-pong, no qual o jogador controla um membro da família (mãe, pai, filho pré-adolescente e filha) contra outro na mesa de tênis. Similar a Wii Sports, o movimento do personagem é controlado pelo computador, com o jogador balançando o Wii Remote para bater e retornar a bola. O jogador pode escolher entre quatro quadras, incluindo a praia e áreas externas.
Ainda existem trés minijogos, incluindo modo rally, e outro em que você deve atingir o tipo específico de fruta.